# جورج بايرز
جورج بايرز (بالإنجليزية: George Byers)‏ هو لاعب كرة قدم بريطاني، ولد في 29 مايو 1996 في إيلفورد ‏ في المملكة المتحدة. شارك مع منتخب اسكتلندا تحت 16 سنة لكرة القدم. أما مع النوادي، فقد لعب مع نادي واتفورد.

## وصلات خارجية
- جورج بايرز على موقع قاعدة بيانات كرة القدم.إي يو (الإنجليزية)
- جورج بايرز على موقع Soccerbase.com (لاعب) (الإنجليزية)
- جورج بايرز على موقع Soccerway.com (الإنجليزية)
- جورج بايرز على موقع AS.com (الإسبانية)